# Gilbert Fuchs
Gilbert Fuchs (Graz, 1871 – 1952) è stato un pattinatore artistico su ghiaccio tedesco.

## Palmarès
| Evento              | 1895 | 1896 | 1897 | 1898 | 1899 | 1900 | 1901 | 1902 | 1903 | 1904 | 1905 | 1906 | 1907 | 1908 | 1909 |
| ------------------- | ---- | ---- | ---- | ---- | ---- | ---- | ---- | ---- | ---- | ---- | ---- | ---- | ---- | ---- | ---- |
| Campionati mondiali |      | 1°   | †    | 3°   |      |      | 2°   |      |      |      |      | 1°   | 3°   | 2°   |      |
| Campionati europei  | 3°   |      |      |      |      |      | 2°   |      |      |      |      |      | 2°   |      | 2°   |
| Campionati tedeschi | 1°   | 1°   |      |      |      |      |      |      |      |      |      |      |      |      | 1°   |

† Non ha partecipato a causa di un infortunio avvenuto durante una battuta di caccia in montagna